# Superestar
Superestar és una sèrie de televisió creada per Nacho Vigalondo, dirigida per ell mateix i Claudia Costafreda i produïda per Los Javis (Javier Ambrossi i Javier Calvo).
La sèrie s'ha emès per Netflix i consta de sis capítols. Es va estrenar el 18 de juliol de 2025.
La producció gira al voltant dels principis artístics de la cantant que es va donar a conèixer com Tamara i posteriorment Yurena i que es va convertir en una icona popular dels principis dels 2000 després del llançament de la cançó No cambié.